# آرمادیلوی دم‌برهنه چاکوآیی
آرمادیلوی دم‌برهنه چاکوآیی (نام علمی: Cabassous chacoensis) نام یک گونه از سرده دم‌برهنه‌ها است.